# Culture Club
Culture Club ist eine britische Popband, die ihre größten Erfolge in den 1980er Jahren hatte. Die Band erregte nicht nur mit ihrer Musik, sondern auch mit dem schrillen, betont weiblichen Kleidungsstil ihres Frontmanns Boy George Aufsehen.

## Bandgeschichte
1981 wurde Boy George der Sänger der Band Bow Wow Wow. Kurze Zeit später wurde er aber von Malcolm McLaren, dem Manager der Band, entlassen. Als Begründung gab McLaren an, dass der feminine Kleidungsstil von Boy George nicht zur Band passe. Boy George trat aber weiterhin als DJ in diversen Diskotheken auf. Eines Tages las der Bassist Mikey Craig (* 15. Februar 1960 in London) zufällig einen Zeitungsartikel über Boy George. Da Craig schon länger mit dem Gedanken spielte, eine eigene Band zu gründen, suchte er Boy George auf. Dieser willigte ein und startete wenig später die Zusammenarbeit mit Craig, indem er erste Lieder mit ihm schrieb.
Im März 1981 stießen die beiden auf den Schlagzeuger Jon Moss, der ein Bekannter von Boy Georges damaligem Lebensgefährten Kirk Brandon war. Brandon vermittelte den Kontakt. Moss hatte bereits einige Erfahrungen im Musikgeschäft, da er schon mit Bands wie The Clash, Adam & The Ants oder The Damned gespielt hatte. Erfahrungen, die Boy George und Mikey Craig noch fehlten. Nach einem ersten Treffen mit ihnen entschied sich Moss, der Band beizutreten.
Danach fand die Band auch einen Gitarristen: John Suede. Er musste aber schon bald die Band verlassen, weil Moss nicht von seinen Gitarrenkünsten überzeugt war. Nachdem viele Gitarristen zum Vorspiel gekommen waren, entschied man sich für Roy Hay, der zuvor Gitarrist der Band Russian Bouquet war.
Jetzt brauchte die Band nur noch einen passenden Namen. Boy Georges Freund Andi Sexgang schlug den Namen Sex Gang Children vor. Anfangs nannte sich die Band tatsächlich so, aber Jon Moss war dafür, nach einem anderen Namen zu suchen. Andi Sexgang nutzte den Namen fortan für seine eigene Band. Die Gruppe um Boy George benannte sich kurzfristig in Praise of Lemmings um und wechselte dann zu Culture Club (Kulturklub). Der Name soll ausdrücken, dass alle Leute zu einer Rasse gehören: der menschlichen Rasse.
Culture Club schickten eine Demoaufnahme zum Plattenlabel EMI Music, bekamen jedoch eine Absage. Wenig später bekam die Gruppe einen Plattenvertrag bei Virgin Records. In den USA unterzeichneten sie später noch einen Extravertrag bei Epic Records, da Virgin damals noch nicht auf dem US-Markt aktiv war.

### 1982: Erste Erfolge
Die Debütsingle White Boy verfehlte die Charts, ebenso der Nachfolger Im Afraid of Me. So wurde das Debütalbum Kissing to Be Clever vorerst ohne große Erwartungen im Sommer 1982 veröffentlicht. Die plötzliche Wende trat mit der dritten Single Do You Really Want to Hurt Me ein, die im September 1982 in den Plattenläden stand und bei der Peter-Paul-Session auf Radio 1 vorgestellt wurde. Das Lied kletterte auf Platz 1 der britischen Hitlisten und hielt sich dort drei Wochen. Ein Auftritt in der damals wichtigsten TV-Sendung für Musik und Popkultur, Top of the Pops, verhalf dem Quartett zum endgültigen Durchbruch und nationaler Bekanntheit.
Vor allem der androgyne Boy George, gekleidet in extravaganter Robe und mit farbenfrohem Make-up, faszinierte das Publikum und beschäftigte die Medien mit wilden Spekulationen über sein wahres Geschlecht.
Die „Culture-Club-Welle“ schwappte schließlich auch auf das europäische Festland über. Do You Really Want to Hurt Me wurde ein Internationaler Tophit (Platz 1 in 23 Ländern, u. a. in Deutschland) und verhalf auch ihrem Debütalbum zu Spitzenplätzen in den Hitlisten und Verkaufszahlen in Millionenhöhe. Teeniegazetten, Musikjournale und allen voran die schlagzeilenhungrige Tagespresse verhalfen Culture Club zum Nimbus einer „Popgruppe, die zählt“ (Rolling Stone) und weckten schließlich das Interesse der US-Musikpresse.

### 1983: Durchbruch in den USA und Boy Georges Rolle als Frontmann
Der amerikanische Plattenmarkt gilt als weltweit führend. Ausländische Popkünstler taten sich hier oftmals schwer, Fuß zu fassen und Alben und Singles in den Hitlisten zu platzieren. Als Culture Club im Dezember 1982 erstmals in die USA reisten, bahnte sich langsam eine, in der US-Presse als „Second British Invasion“ bezeichnete, Änderung an. Britische Popgruppen wie Duran Duran, Eurythmics oder Spandau Ballet knackten die US-Charts und zogen damit das Interesse des Publikums auf sich.
Do You Really Want to Hurt Me erreichte im März 1983 Platz 2 der Billboard Hot 100. Wie in Europa stand von Anfang an Boy George im Fokus der Medien und Plattenkäufer. Auftritte, zum Beispiel in der einschaltquotenstarken Late-Night-Show von Jay Leno oder bei Joan Rivers, zahlreiche Fotoaufnahmen und Titelbilder der international wichtigsten Musik- und Boulevardmagazinen verhalfen George zu einem Status als eines der größten neuen Pop-Idole der frühen 1980er Jahre, während Moss, Ray und Craig oftmals in den Hintergrund traten und wenig bzw. keine Beachtung fanden. „Ohne mich und Prinzessin Diana wäre die Regenbogenpresse aufgeschmissen“ erklärte Boy George 1985 in einem Interview mit dem Playboy. Das Magazin selbst bezeichnete ihn als „(…) König oder Königin der Popmusik“ und die Rock & Pop Chronik rückblickend als „derzeit größten Medienliebling“.
Ihre vierte Single Time schloss an die Verkaufszahlen ihres Vorgängers mühelos an und erreichte ebenfalls Platz 2 der US-Charts. Eine eiligst auf die Beine gestellte Welttournee erwies sich als Erfolg und präsentierte Culture Club erstmals auch als hervorragende Live-Band. Ähnlich wie bei The Beatles in den 1960er Jahren löste die Band einen hysterischen Fan-Ansturm des überwiegend weiblichen Publikums aus. „Drinnen war der Teufel los“ und „dutzende Mädchen kippten vor Begeisterung um“, schrieb die Bravo  über Culture Clubs Auftritt in der Hamburger Musikhalle.

### 1983: Höhepunkt des Erfolges
Church of the Poison Mind, ein weiterer Top-Ten-Erfolg sowohl in England als auch in den USA, gab einen Vorgeschmack auf das folgende Album und erwies sich als deutlich rockiger als die vorherigen Singles von Culture Club. Colour by Numbers, von Steve Levine produziert und im Oktober 1983 erschienen, begeisterte das Publikum und die Musikkritiker gemeinsam. Erstmals stand die Band als Ganzes im Fokus der Musikpresse. Der Kritiker Diedrich Diederichsen erklärte Colour by Numbers zum besten Popalbum des Jahres 1983, und in Kanada wurde die Platte mit 10-fach-Platin ausgezeichnet – ein Rekord, der bis dato keiner anderen Popband gelang.
Die im September 1983 veröffentlichte Single Karma Chameleon übertraf alle Erwartungen. Der Song, eine der meistverkauften Singles der 1980er Jahre, erreichte Platz 1 der britischen Charts und hielt sich dort sechs Wochen. Im Februar 1984 kletterte Karma Chameleon schließlich auch auf Platz 1 der US Billboard Hot 100 und trieb den Culture-Club-Hype in die Höhe. Im gleichen Jahr erhielt der Song den Brit Award als beste britische Single und Culture Club einen Grammy Award als beste neue Popgruppe. Das nur in den USA veröffentlichte Miss Me Blind wurde dort ihr sechster Top-Ten-Hit in Folge.
Nicht zu unterschätzen am Erfolg von Colour by Numbers ist der stimmliche Einsatz von Helen Terry. Bereits als Backgroundsängerin für Do You Really Want to Hurt Me eingesetzt, glänzte die für Michael Jackson „beste Soul-Sängerin seit Aretha Franklin“ an der Seite von Boy George und wurde auch live unverzichtbar für Culture Club.

### Boy George und Jon Moss
Von Beginn an führten Boy George und Jon Moss eine geheimgehaltene, jedoch nie dementierte homosexuelle Beziehung.
„In London wird gemunkelt, dass Boy George und Jon Moss mehr als nur gute Freunde sind“, schrieb die Bravo 1983.
Auftritte und Pressekonferenzen schwankten mit den Höhen und Tiefen der Beziehung beider Popstars. Der Fotograf Didi Zill, der Culture Club eine Zeitlang begleitete, beschreibt in seinem Fotoband Boy George & Culture Club eine handfeste Auseinandersetzung vor der Aufzeichnung der TV-Show Vorsicht, Musik in München. Dabei hatte Moss sich seine Hand verletzt und musste bei der Performance von Rolf Brendel, dem Schlagzeuger von Nena, ersetzt werden. Das Ende der Beziehung von Moss und Boy George trug stark zum späteren Auseinanderbrechen von Culture Club bei.

### 1984–1985: Nachlassender Erfolg
Mit großen Hoffnungen wurde das dritte Album von Culture Club erwartet. Doch als Waking Up with the House on Fire im November 1984 auf den Markt kam, enttäuschte es. VH1 beschrieb das Album als „überstürzt und halbherzig“. Village Voice befand schließlich: „Sie suhlten sich so sehr in unserer Zuneigung, dass sie vergaßen, gute Lieder zu schreiben“. Bereits im Vorfeld hatte The War Song mit mittleren Charterfolgen und Verkaufszahlen enttäuscht. Boy George bezeichnete The War Song  Jahre später im Interview mit dem Musikexpress als eine der schlechtesten Platten aller Zeiten.
Ebenso wie das Album stießen auch Boy Georges ständige modische Eskapaden auf Ablehnung. Hatte das vor allem junge Publikum Georges androgynen Look mit Rastazöpfen, Hut und buntem Make-up lieb gewonnen, so schockierte er seine wählerischen und pubertierenden Fans mit feuerroter Dauerwelle, tuntigen Gewändern und überladendem Modeschmuck. Zudem hatte Boy George mit starken Gewichtschwankungen zu kämpfen. „Boy auf dem Freß-Trip“ und „Boy George schockt aufs neue!“ titelte die Bravo im Jahr 1985.
Culture Club wurden plötzlich unpopulär. „Die einzigen, die sich nun für Culture Club interessieren, sind Frauen im mittleren Alter“, äußerte sich der britische Popsänger Paul Rutherford in einem Interview mit Jamming!.
Als zweite Single veröffentlichte man The Medal Song in Europa, beziehungsweise Mistake No. 3 in den USA. Die beiden Singles blieben kommerziell gesehen weit unter den Erwartungen.
Culture Club legte eine längere Pause ein, bevor im Frühjahr 1986 das vierte Album From Luxury to Heartache erschien. Musikalisch deutlich besser als sein Vorgänger, unterbot es die Verkäufe von Waking Up with the House on Fire jedoch nochmals. Die erste Single Move Away war zwar ein kleiner Hit, aber nicht mehr vergleichbar mit ihren alten Erfolgen. God Thank You Woman war die zweite Single in Europa und fand dort nicht besonders viel Anklang. Für Gusto Blusto, der zweiten Single in den USA, wurde kein Musikvideo gedreht. Sie ist auch die einzige in den USA veröffentlichte Single von Culture Club, die nicht in die Billboard Hot 100 einstieg.

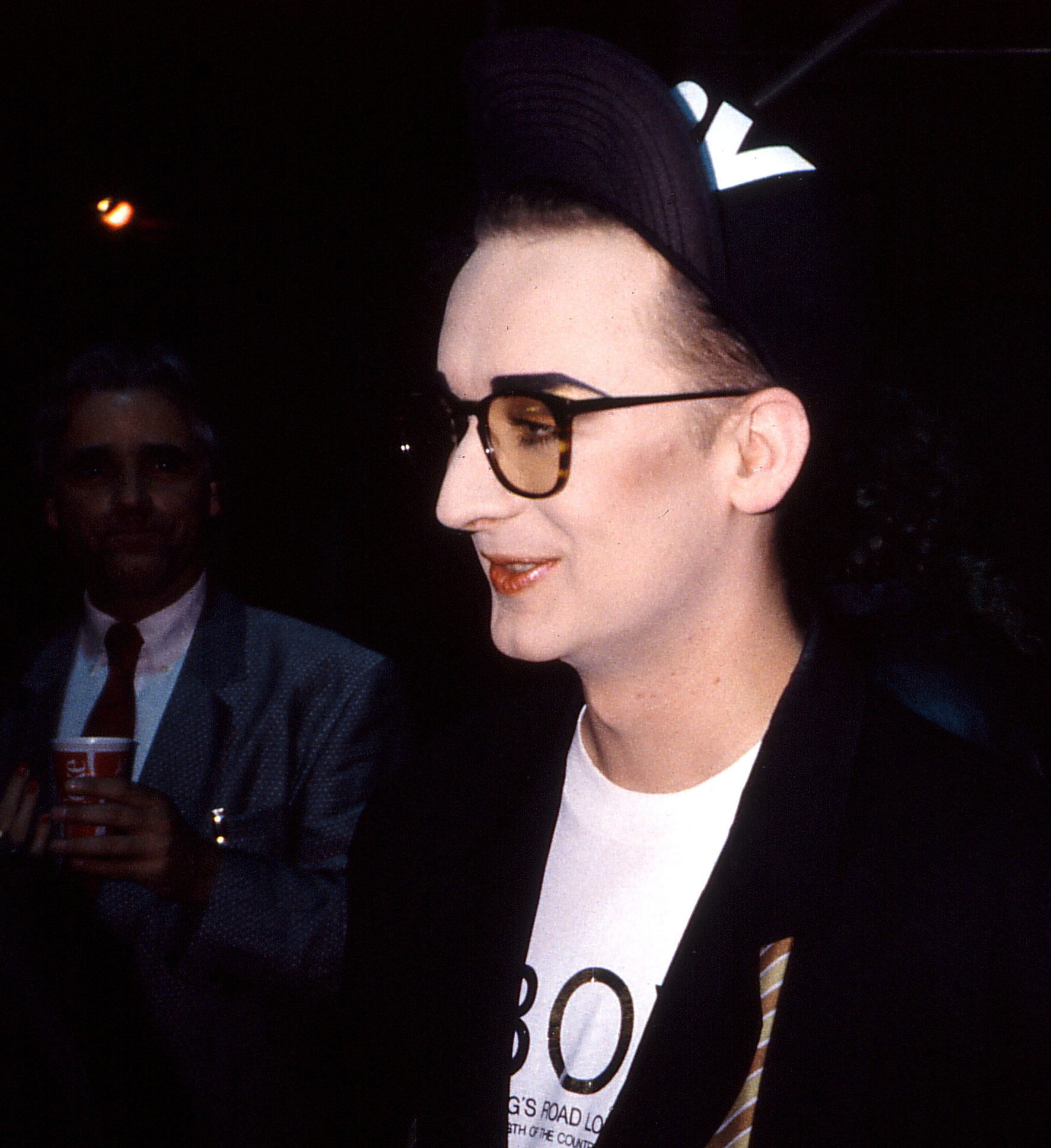
Boy George (1988)

### 1986: Inoffizielle Trennung
Die Band trennte sich Ende 1986 aus vielerlei Gründen:
Boy George war heroinabhängig, aber auch die anderen Bandmitglieder hatten Drogenprobleme. Die Liebesbeziehung von Jon Moss und Boy George ging in die Brüche. Die anderen Bandmitglieder beschwerten sich, sie stünden in Boy Georges Schatten. Die Band fühlte sich erschöpft von den vielen Konzerten und Fernsehauftritten. Im Frühjahr 1987 erschien noch als letztes Album die Hit-Zusammenstellung This Time – The First Four Years.
Eine offizielle Trennung wurde aber nie bekanntgegeben. Jeder ging von jetzt an seinen eigenen Weg.
John Moss wurde Mitglied der Band Heartbeat Uk, konnte jedoch keine Erfolge erzielen. Mikey Craig veröffentlichte 1988 mit Im A Believer seine erste und einzige Single, auch diese floppte. Lediglich Roy Hay konnte als Teil des Duo This Way Up mit Tell Me Why 1987 einen Hit in den Top-100 platzieren.
1989 fand man sich aber wieder zusammen, um ein neues Album aufzunehmen. Während dieses Treffens entstanden die Lieder I Just Wanna Be Loved und After the Love. Dann kam es jedoch zu einem Streit zwischen Boy George und Jon Moss. Die Aufnahmen wurden daraufhin abgebrochen. Boy George nahm After the Love mit seiner anderen Band Jesus Loves You auf.

### 1998: Reunion
Erst 1998 griff man die Idee von einer Reunion wieder auf. Boy George wollte zuerst, dass Moss nicht mehr mit dabei ist, hatte sich aber schließlich doch noch mit ihm versöhnt. Culture Club gingen auf Tournee und veröffentlichten I Just Wanna Be Loved als Single. Sie schaffte es in die Top 10 der britischen Singlecharts. Im Herbst 1999 wurde das neue Album Don’t Mind If I Do sowie zwei Singleauskopplungen aus diesem Album nachgeschoben. Culture Club lösten sich 2002 erneut auf, weil Boy George sich auf seine Karriere als DJ konzentrieren wollte.
Mikey Craig und Jon Moss wollten Culture Club im Jahr 2006 wiederaufleben lassen, doch Roy Hay und Boy George lehnten ab. Da Boy George aber so etwas wie die Schlüsselfigur von Culture Club war, musste ein Ersatz gefunden werden. Also gab Virgin Records eine Anzeige auf, in der sie einen neuen Sänger für Culture Club suchten. Moss und Craig wählten Sam Butcher aus, der sich ähnlich wie Boy George kleidet und schminkt, aber trotzdem „seine eigene Persönlichkeit hat“, wie die beiden betonten. Boy George bezeichnete Butcher als „grauenhaft“.

### 2014: Erneute Wiedervereinigung

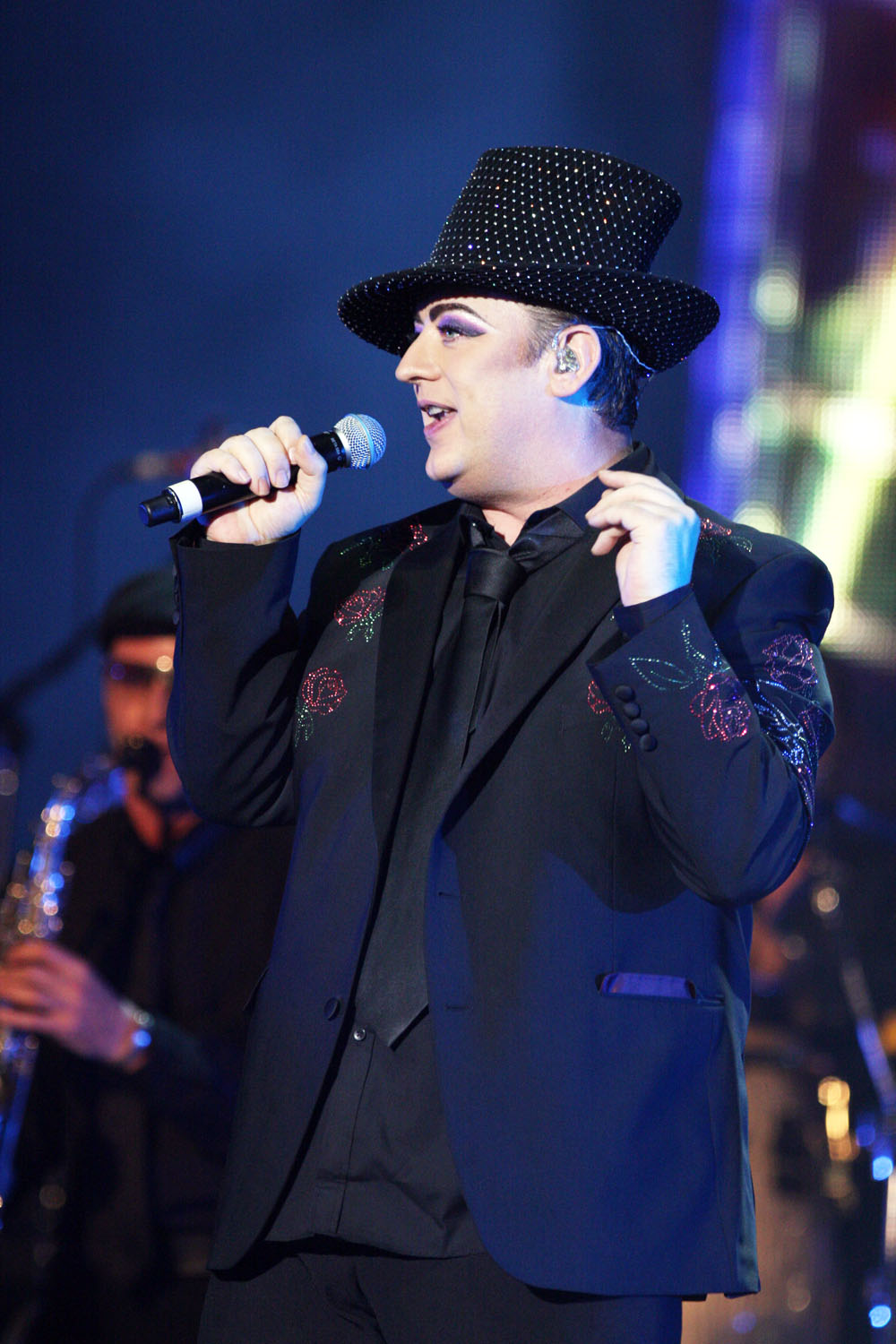
Boy George beim Culture-Club-Auftritt Silvester 2011 in Sydney, Australien

Mitte des Jahres 2014 kündigte Boy George über Facebook und andere soziale Medien ein Comeback von Culture Club in Originalbesetzung an, ein erster Auftritt folgte am 19. Juli 2014 während des BBC – Live at Edinburgh Castle im Rahmen der Eröffnungsfeier der Commonwealth Games in Glasgow.

### 2015: Tournee, neues Studioalbum
Am 2. Juli 2015 traten Culture Club bei einer Spezialausgabe der Sommerkonzertreihe der amerikanischen Today Show auf und präsentierte dort drei ihrer alten Songs in Originalbesetzung. Dies war zudem der Start für ihre Tournee, die am 25. Juli in Berkeley (USA) begann und sich in über 20 Konzerten durch Amerika und Großbritannien zog. Im Juli 2018 erschien die Single Let Somebody Love You. Das Album Life erschien im Oktober unter dem Namen 'Boy George and Culture Club. Life konnte sich auf Platz 12 der UK Top 20 platzieren und stieg auch in Deutschland in die Top-100 ein. Das Album konnte nicht an die Erfolge der 1980er Jahre anknüpfen, erhielt jedoch wohlwollende Kritiken und wurde ein kommerzieller Achtungserfolg. Dem Album folgte eine ausgedehnte Tournee. Nach der erfolgreichen Tour kam es jedoch zu bandinternen Streitereien und Jon Moss verließ Culture Club, die nun als Trio auftreten.

## Diskografie
Studioalben

| Jahr | Titel Musiklabel                                | Höchstplatzierung, Gesamtwochen/‑monate, AuszeichnungChartplatzierungen (Jahr, Titel, Musiklabel, Platzierungen, Wochen/Monate, Auszeichnungen, Anmerkungen) | Höchstplatzierung, Gesamtwochen/‑monate, AuszeichnungChartplatzierungen (Jahr, Titel, Musiklabel, Platzierungen, Wochen/Monate, Auszeichnungen, Anmerkungen) | Höchstplatzierung, Gesamtwochen/‑monate, AuszeichnungChartplatzierungen (Jahr, Titel, Musiklabel, Platzierungen, Wochen/Monate, Auszeichnungen, Anmerkungen) | Höchstplatzierung, Gesamtwochen/‑monate, AuszeichnungChartplatzierungen (Jahr, Titel, Musiklabel, Platzierungen, Wochen/Monate, Auszeichnungen, Anmerkungen) | Höchstplatzierung, Gesamtwochen/‑monate, AuszeichnungChartplatzierungen (Jahr, Titel, Musiklabel, Platzierungen, Wochen/Monate, Auszeichnungen, Anmerkungen) | Anmerkungen                                                   |
| Jahr | Titel Musiklabel                                | DE | AT | CH | UK | US | Anmerkungen                                                   |
| ---- | ----------------------------------------------- | --- | --- | --- | --- | --- | ------------------------------------------------------------- |
| 1982 | Kissing to Be Clever Virgin Records             | DE8 (24 Wo.)DE | AT6 (2 Mt.)AT | — | UK5 Platin · (59 Wo.)UK | US14 Platin · (88 Wo.)US | Erstveröffentlichung: 24. September 1982 Verkäufe + 4.000.000 |
| 1983 | Colour by Numbers Virgin Records                | DE6 (20 Wo.)DE | AT17 (2½ Mt.)AT | CH4 (15 Wo.)CH | UK1 ×3Dreifachplatin · (56 Wo.)UK | US2 ×4Vierfachplatin · (59 Wo.)US | Erstveröffentlichung: 10. Oktober 1983 Verkäufe + 10.000.000  |
| 1984 | Waking Up with the House on Fire Virgin Records | DE22 (11 Wo.)DE | — | CH21 (3 Wo.)CH | UK2 Platin · (13 Wo.)UK | US26 Platin · (20 Wo.)US | Erstveröffentlichung: 25. Oktober 1984 Verkäufe + 2.104.000   |
| 1986 | From Luxury to Heartache Virgin Records         | DE45 (6 Wo.)DE | — | CH24 (3 Wo.)CH | UK10 Silber · (6 Wo.)UK | US32 (17 Wo.)US | Erstveröffentlichung: 31. März 1986 Verkäufe + 130.000        |
| 1999 | Don’t Mind If I Do Virgin Records               | — | — | — | UK64 (1 Wo.)UK | — | Erstveröffentlichung: 22. November 1999                       |
| 2018 | Life BMG Rights Management                      | DE58 (1 Wo.)DE | — | CH89 (1 Wo.)CH | UK12 (4 Wo.)UK | — | Erstveröffentlichung: 26. Oktober 2018                        |

grau schraffiert: keine Chartdaten aus diesem Jahr verfügbar

## Auszeichnungen
- Goldene Europa
  - 1983
- Bravo Otto
  - 1983: in der Kategorie „Band“ (Bronze)
- Rockbjörnen
  - 1983: in der Kategorie „Ausländisches Album des Jahres“
- Ivor Novello Award
  - 1984: in der Kategorie: „Best Pop Song“ und „Best Selling A-Side“ – Karma Chameleon
- Brit Awards
  - 1984: in der Kategorie „Best Selling Single“ – Karma Chameleon
  - 1984: in der Kategorie „Best British Group“
- ASCAP Award
  - 1984: Für Time (Clock of the Heart) – most preformed songs of the 1983 Survey Year
- Grammy
  - 1984: in der Kategorie „New Artist“
- Variety Club Awards
  - 1985: in der Kategorie: „Recording Artist of 1984“
- Rock and Roll Hall of Fame
  - 1999: „500 songs that shaped rock and roll – Time (Clock of the Heart)“
- Q Award
  - 2006: in der Kategorie „Q Classic Song Award“
  - 2014: in der Kategorie „Q Idol“
- Attitude Award
  - 2018: „Music Icons Award “

## Trivia
- The War Song gibt es in fünf Sprachen: englisch, deutsch (Der Kriegsgesang), spanisch (La canción de guerra), französisch (La chanson de guerre) und japanisch (Senso hant ai).
- Boy Georges Schwester Siobhan O’Dowd hat einen Gastauftritt als Boy-George-Double im Musikvideo zu Church of the Poison Mind.
- Culture Club hat einen Gastauftritt in der Actionserie Das A-Team (Episodentitel: „Cowboy George“). Sie spielen die Lieder God Thank You Woman, Move Away und Karma Chameleon.
- The Medal Song ist der Schauspielerin Frances Farmer gewidmet.

### Musikbeispiele
- Culture Club: Karma Chameleon (Offizielles Musikvideo) auf YouTube
- Culture Club: It's A Miracle (Offizielles Musikvideo) auf YouTube
- Culture Club: Time (Clock Of The Heart) auf YouTube